# Тинетто
Тине́тто (итал. Tinetto) —  остров в Италии, находящийся на западной части залива Специя в Лигурийском море. Входит в состав коммуны Портовенере провинции Специя региона Лигурия.
В 1997 году остров, наряду с соседними островами Тино и Пальмария, национальным парком Чинкве-Терре и городом Портовенере, стал объектом Всемирного наследия ЮНЕСКО.

## Описание
Тинетто — самый маленький по сравнению с тремя другими островами в заливе. Его площадь — 6000 м². Сам остров представляет собой скалу, лишённую деревьев и какой-либо другой растительности (есть немного мест с кустами, характерными для Средиземноморья). На западе острова можно найти руины небольшой часовни VI века. Двигаясь на восток, можно увидеть остатки религиозного комплекса: церковь с двумя пристройками и кельями, построенную в XI веке, и почти уничтоженную сарацинами. На юге острова, на вершине скалы, установлена статуя Стеллы Марис высотой около двух метров.

## Доступ
В отличие от Тино, Тинетто стал доступным для лиц, пришвартовывающих лодки у берега, в связи с положением о защите морского регионального природного парка Порто Венере.

## Фауна
Остров очень эндемичен: встречаются рептилии, ящерицы. Яркий пример: стенная ящерица.
В течение последних лет остров стал большой колонией для чаек, которые становятся очень агрессивными во время откладки яиц.